# Saint-Pée-sur-Nivelle
Pour les articles homonymes, voir Saint-Pé.
Saint-Pée-sur-Nivelle  est une commune française située dans le département des Pyrénées-Atlantiques, en région Nouvelle-Aquitaine.
Saint-Pée-sur-Nivelle, frontalier avec l'Espagne, fait partie de la province basque du Labourd et est connue pour son lac, le lac de Saint-Pée-sur-Nivelle, qui comporte une base de loisirs à deux kilomètres du vieux centre.

## Géographie

### Localisation
La commune de Saint-Pée-sur-Nivelle se trouve dans le département des Pyrénées-Atlantiques, en région Nouvelle-Aquitaine et est frontalière avec l'Espagne (Communauté forale de Navarre).
Sur le plan historique et culturel, Saint-Pée-sur-Nivelle fait partie de la province du Labourd, un des sept territoires composant le Pays basque,. Le Labourd est traversé par la vallée alluviale de la Nive et rassemble les plus beaux villages du Pays basque. Depuis 1999, l'Académie de la langue basque ou Euskalzaindia divise le territoire du Labourd en six zones,. La commune est dans la zone Lapurdi Erdialdea (Labourd-Centre), au centre de ce territoire.
Elle se situe à 130 km par la route de Pau, à 22 km de Bayonne, et à 19 km d'Ustaritz. Elle est proche des principales villes de la côte basque (Saint-Jean-de-Luz à 14 km, Bayonne à 20 km, Biarritz a 18 km)
La commune se trouve dans l'aire d'attraction de Bayonne ainsi que dans sa zone d'emploi, et est la ville centre de son unité urbaine comme de son bassin de vie.

### Communes limitrophes
Les communes limitrophes sont  Ahetze, Ainhoa, Arcangues, Ascain, Baztan, Saint-Jean-de-Luz, Sare, Souraïde, Urdazubi et Ustaritz.
| Saint-Jean-de-Luz | Ahetze                           | Arcangues, Ustaritz |
| Ascain            | Saint-Pée-sur-Nivelle            | Souraïde            |
| Sare              | Baztan, Urdazubi/Urdax (Espagne) | Ainhoa              |

### Géologie et relief
La superficie de la commune est de 65,08 km2 ; son altitude varie de 10  à   227 mètres.

### Hydrographie

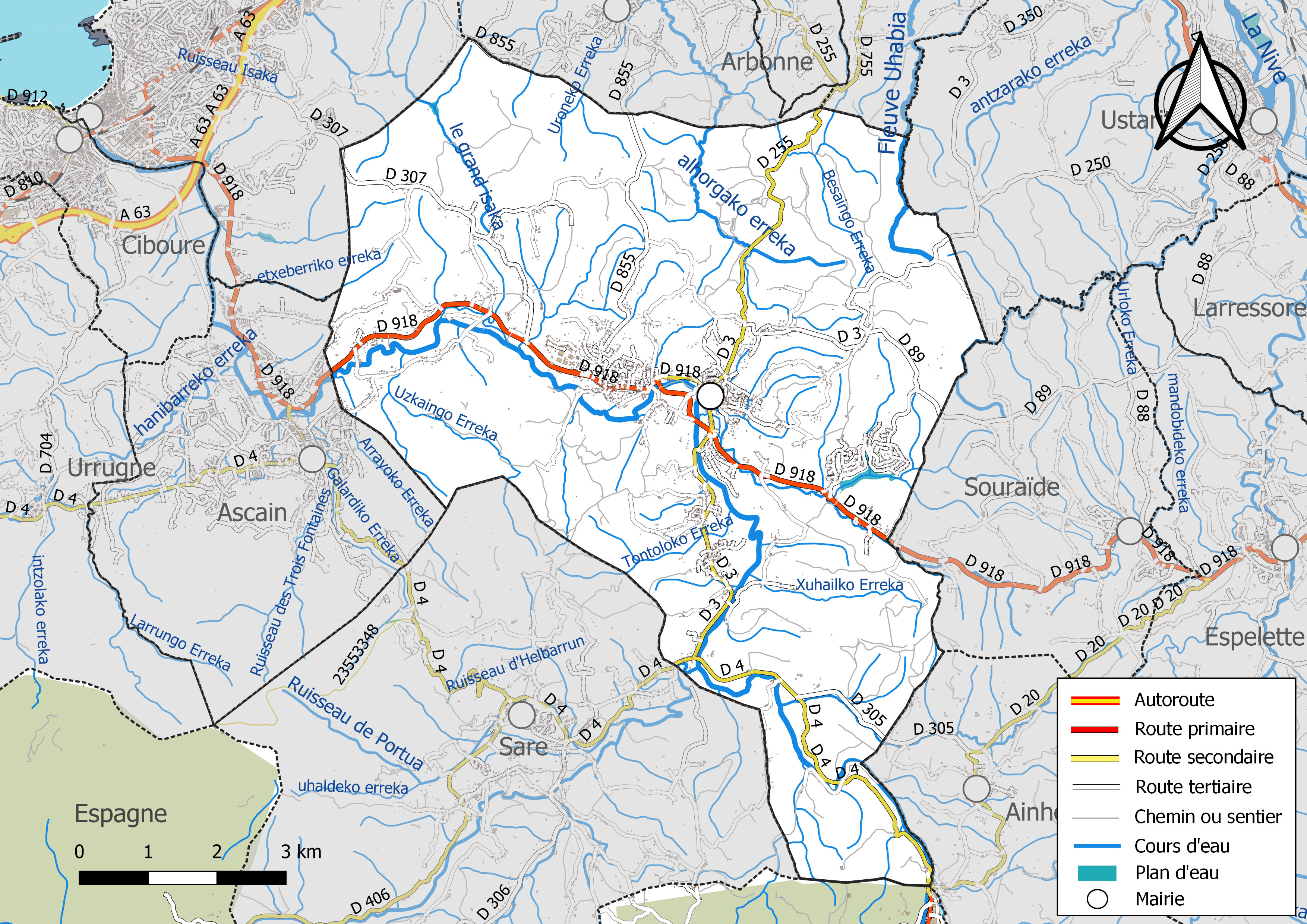
Réseaux hydrographique et routier de Saint-Pée-sur-Nivelle.

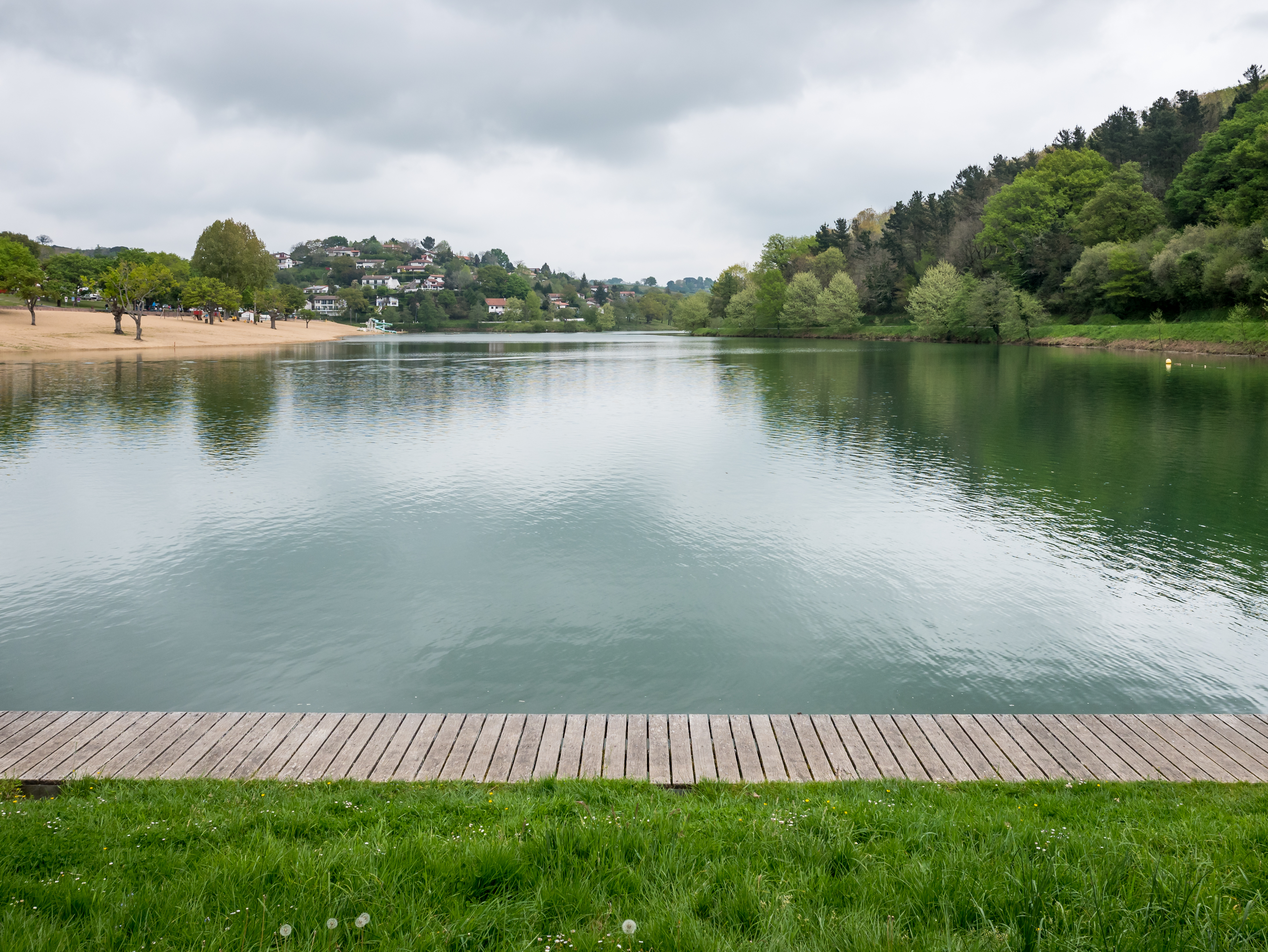
Le lac.

Les terres de la commune sont arrosées par trois fleuves, la Nivelle, le ruisseau Basarun et l'Uhabia.
La Nivelle, cours d'eau de 39 kilomètres, est rejointe sur les terres de Saint-Pée-sur-Nivelle par les ruisseaux de Lizunia, d' Opalazio, Uzkain, Arraio, de Xuhail, d' Etxeberri, de Tontolo et d' Amezpetu.
L'Uhabia est alimenté, sur le territoire de la commune, par le Zirikolatzeko erreka et par les tributaires de celui-ci, les ruisseaux de Besain et d' Urone, accompagné lui-même par le ruisseau de Zalpaia.
Urloko erreka, affluent indirect de la Nive, coule également sur le territoire de Saint-Pée-sur-Nivelle.
Le ruisseau d’Ostolape, contributaire du petit fleuve côtier le ruisseau Basarun, serpente lui aussi sur la commune.
Paul Raymond indique également, dans son dictionnaire topographique Béarn-Pays basque datant de 1863, un affluent de l’Alborga, le Haïstéchéhé, qui arrose Ahetze après avoir pris sa source à Saint-Pée-sur-Nivelle.
La commune abrite le lac de Saint-Pée-sur-Nivelle, qui est un lieu touristique. Ce lac dispose d'une petite base nautique.
La Nivelle permet la pratique du canoë. La pêche sportive tout au long de son cours donne l'occasion d'attraper du saumon, de la truite de mer, de la truite fario.

### Climat
Pour des articles plus généraux, voir Climat de la Nouvelle-Aquitaine et Climat des Pyrénées-Atlantiques.
Historiquement, la commune est exposée à un micro climat océanique basque.
En 2020, Météo-France publie une typologie des climats de la France métropolitaine dans laquelle la commune est exposée à un climat de montagne et est dans la région climatique Pyrénées atlantiques, caractérisée par une pluviométrie élevée (>1 200 mm/an) en toutes saisons, des hivers très doux (7,5 °C en plaine) et des vents faibles.
Pour la période 1971-2000, la température annuelle moyenne est de 14,2 °C, avec une amplitude thermique annuelle de 12,2 °C. Le cumul annuel moyen de précipitations est de 1 435 mm, avec 13,1 jours de précipitations en janvier et 8,3 jours en juillet. Pour la période 1991-2020, la température moyenne annuelle observée sur la station météorologique la plus proche, située sur la commune d'Espelette à 9 km à vol d'oiseau, est de 14,6 °C et le cumul annuel moyen de précipitations est de 1 723,4 mm,. Pour l'avenir, les paramètres climatiques de la commune estimés pour 2050 selon différents scénarios d’émission de gaz à effet de serre sont consultables sur un site dédié publié par Météo-France en novembre 2022.

### Milieux naturels et biodiversité

#### Espaces protégés
La protection réglementaire est le mode d’intervention le plus fort pour préserver des espaces naturels remarquables et leur biodiversité associée,.
Un espace protégé est présent sur la commune :
« Site de Lur Berria », objet d'un arrêté préfectoral de protection de biotope, d'une superficie de 141,6 ha.

#### Réseau Natura 2000
Le réseau Natura 2000 est un réseau écologique européen de sites naturels d'intérêt écologique élaboré à partir des Directives « Habitats » et « Oiseaux », constitué de zones spéciales de conservation (ZSC) et de zones de protection spéciale (ZPS).
Deux sites Natura 2000 ont été définis sur la commune au titre de la « directive Habitats », :
- « la Nivelle (estuaire, barthes et cours d'eau) », d'une superficie de 1 450 ha, un réseau hydrographique complet des sources de montagne à son estuaire[26] ;
- « la Nive », d'une superficie de 9 473 ha, un des rares bassins versants à accueillir l'ensemble des espèces de poissons migrateurs du territoire français, excepté l'Esturgeon européen[27].

#### Zones naturelles d'intérêt écologique, faunistique et floristique

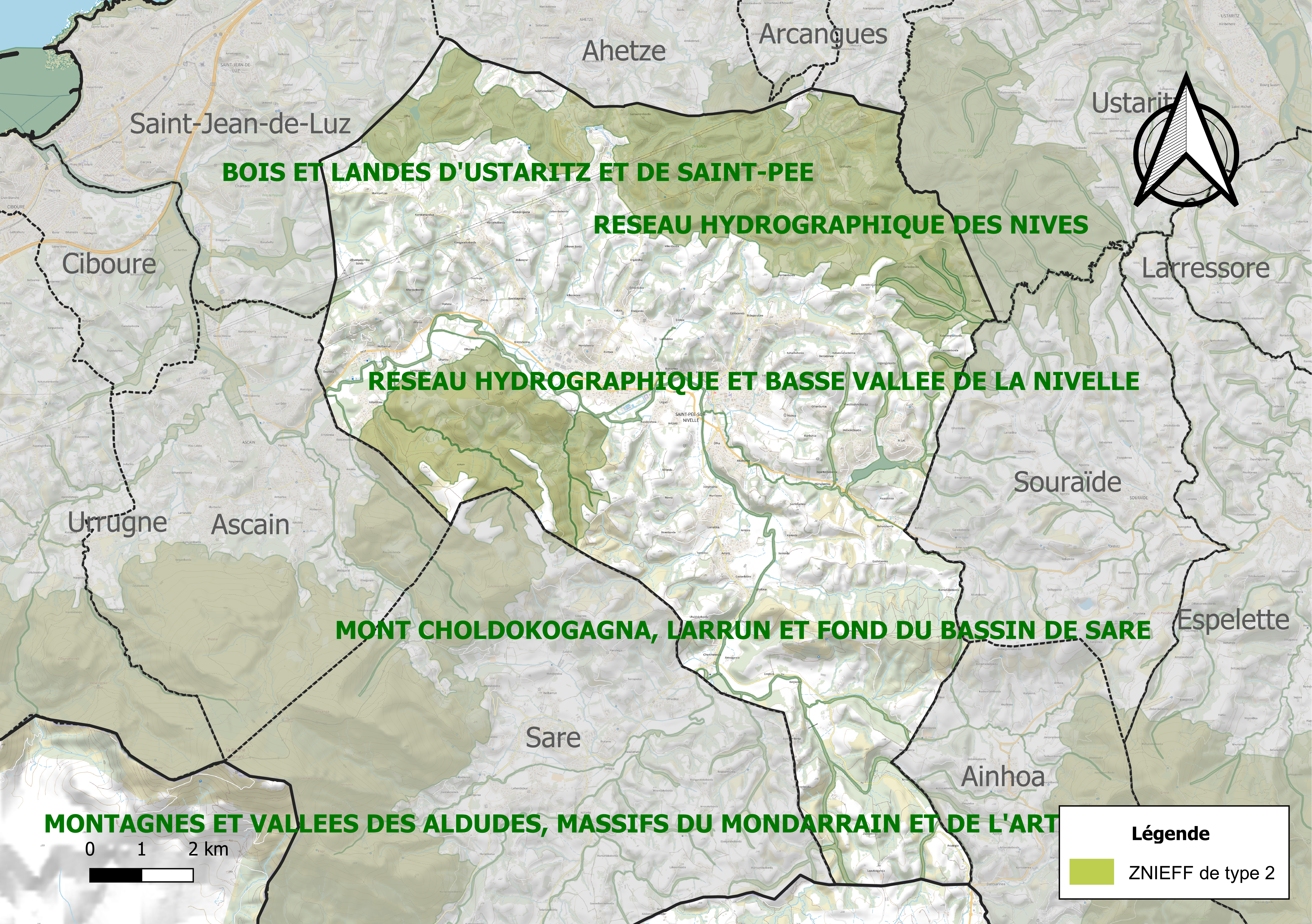
Carte des ZNIEFF de type 2 sur le territoire communal.

L’inventaire des zones naturelles d'intérêt écologique, faunistique et floristique (ZNIEFF) a pour objectif de réaliser une couverture des zones les plus intéressantes sur le plan écologique, essentiellement dans la perspective d’améliorer la connaissance du patrimoine naturel national et de fournir aux différents décideurs un outil d’aide à la prise en compte de l’environnement dans l’aménagement du territoire.
Deux ZNIEFF de type 2 sont recensées sur la commune, :
- les « bois et landes d'Ustaritz et de Saint-Pée » (2 153,79 ha), couvrant 7 communes du département[29] ;
- le « réseau hydrographique et basse vallée de la Nivelle » (763,72 ha), couvrant 9 communes du département[30].

#### Pottok
Les montagnes accueillent encore des poneys pottoks en estive.

## Urbanisme

### Typologie
Au 1er janvier 2024, Saint-Pée-sur-Nivelle est catégorisée bourg rural, selon la nouvelle grille communale de densité à sept niveaux définie par l'Insee en 2022.
Elle appartient à l'unité urbaine de Saint-Pée-sur-Nivelle, une unité urbaine monocommunale constituant une ville isolée,. Par ailleurs la commune fait partie de l'aire d'attraction de Bayonne (partie française), dont elle est une commune de la couronne,. Cette aire, qui regroupe 56 communes, est catégorisée dans les aires de 200 000 à moins de 700 000 habitants,.

### Occupation des sols

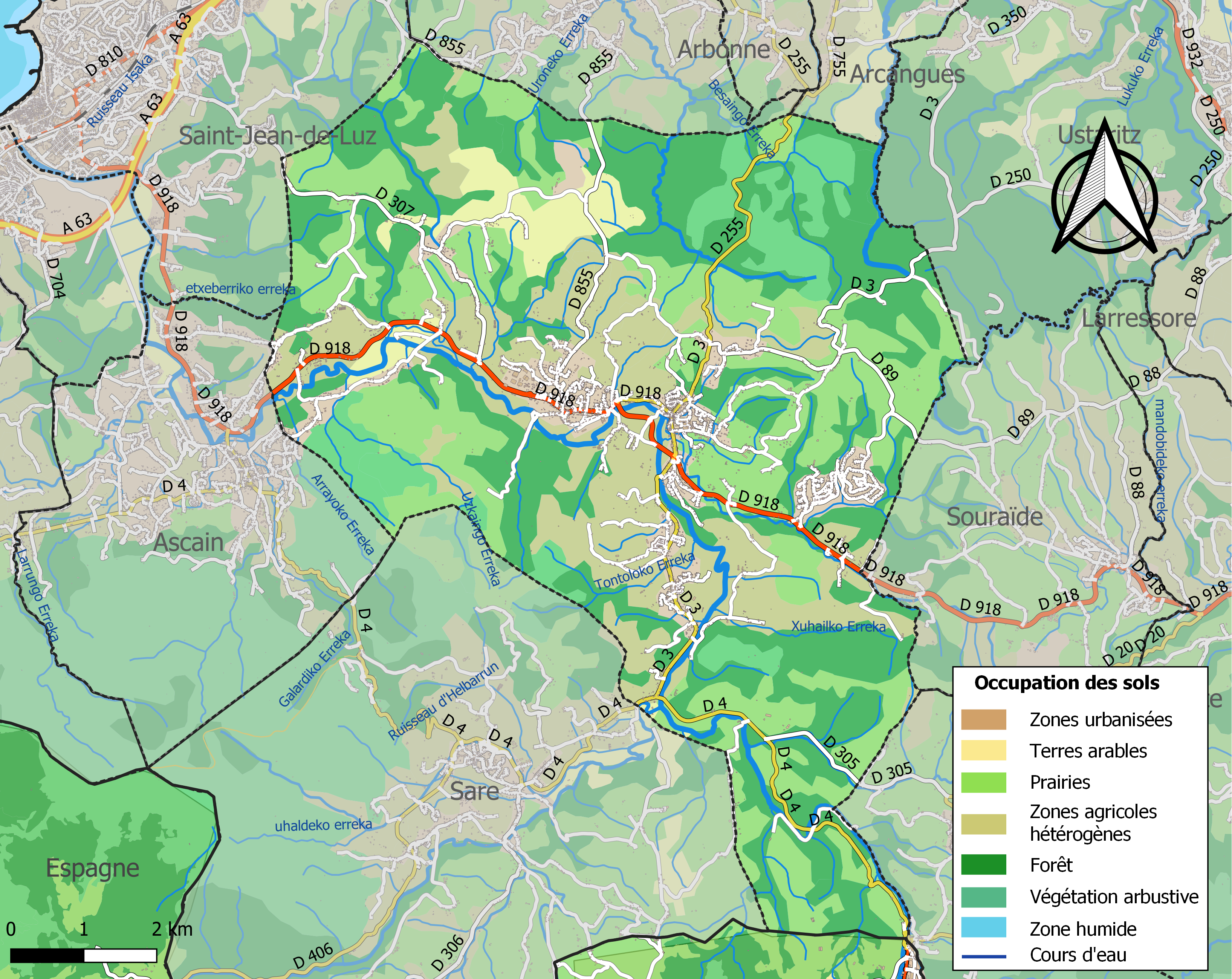
Carte des infrastructures et de l'occupation des sols de la commune en 2018 (CLC).

L'occupation des sols de la commune, telle qu'elle ressort de la base de données européenne d’occupation biophysique des sols Corine Land Cover (CLC), est marquée par l'importance des territoires agricoles (52 % en 2018), en augmentation par rapport à 1990 (50 %). La répartition détaillée en 2018 est la suivante :
forêts (34,4 %), prairies (27,3 %), zones agricoles hétérogènes (20,5 %), zones urbanisées (6,6 %), milieux à végétation arbustive et/ou herbacée (6,6 %), terres arables (4,2 %), mines, décharges et chantiers (0,4 %).
L'évolution de l’occupation des sols de la commune et de ses infrastructures peut être observée sur les différentes représentations cartographiques du territoire : la carte de Cassini (XVIIIe siècle), la carte d'état-major (1820-1866) et les cartes ou photos aériennes de l'IGN pour la période actuelle (1950 à aujourd'hui).

### Quartiers

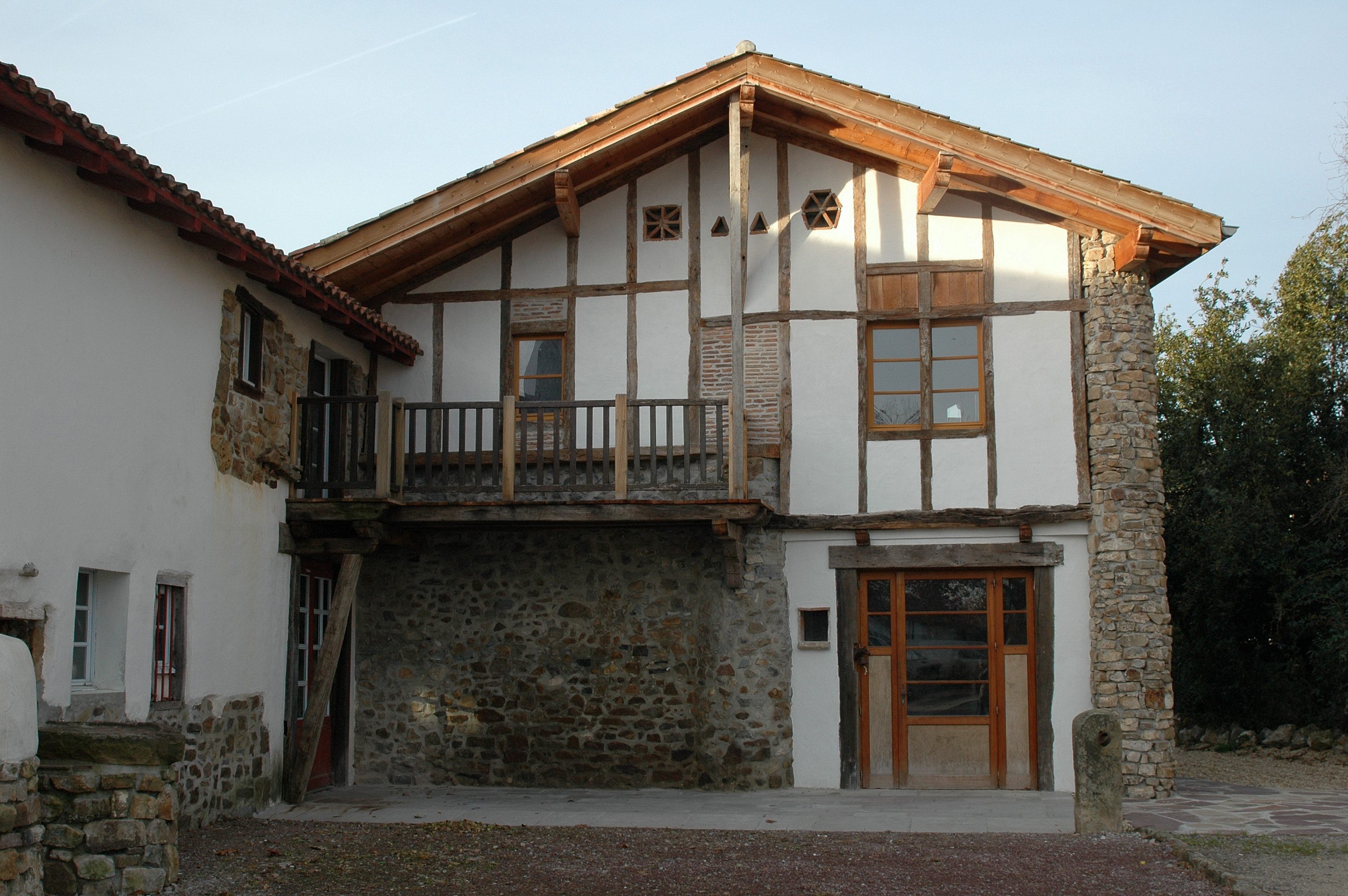
Quartier Ibarron, vieille ferme labourdine.

La mairie de Saint-Pée-sur-Nivelle découpe[Quand ?] la commune en neuf quartiers :
- Amotz ;
- Cherchebruit ;
- Helbarron ;
- Serres ;
- Hergaray ;
- Ibarron ;
- Le Lac ;
- Olha ;
- Urguri.

### Habitat et logement
En 2021, le nombre total de logements dans la commune était de 3 863, alors qu'il était de 3 360 en 2016 et de 2 884 en 2011.
Parmi ces logements, 81,2 % étaient des résidences principales, 12,2 % des résidences secondaires et 6,6 % des logements vacants. Ces logements étaient pour 60,9 % d'entre eux des maisons individuelles et pour 38,8 % des appartements.
Le tableau ci-dessous présente la typologie des logements à Saint-Pée-sur-Nivelle en 2021 en comparaison avec celle des Pyrénées-Atlantiques et de la France entière. Une caractéristique marquante du parc de logements est ainsi une proportion de résidences secondaires et logements occasionnels (12,2 %) inférieure à celle du département (13,4 %) mais supérieure à celle de la France entière (9,7 %).
| Typologie                                               | Saint-Pée-sur-Nivelle | Pyrénées-Atlantiques | France entière |
| ------------------------------------------------------- | --------------------- | -------------------- | -------------- |
| Résidences principales (en %)                           | 81,2                  | 79                   | 82,2           |
| Résidences secondaires et logements occasionnels (en %) | 12,2                  | 13,4                 | 9,7            |
| Logements vacants (en %)                                | 6,6                   | 7,6                  | 8,1            |

La commune ne respecte pas les obligations qui lui sont faites par l'article 55 de la loi SRU de disposer d'au moins 25 % de son parc de résidences principales constituées de logements sociaux, avec ses 230 logements sociaux recensés en 2019.
Elle est donc astreinte au paiement d'une pénalité financière qui s'est élevée à 82 501,25 € en 2020.

### Voies de communication et transports

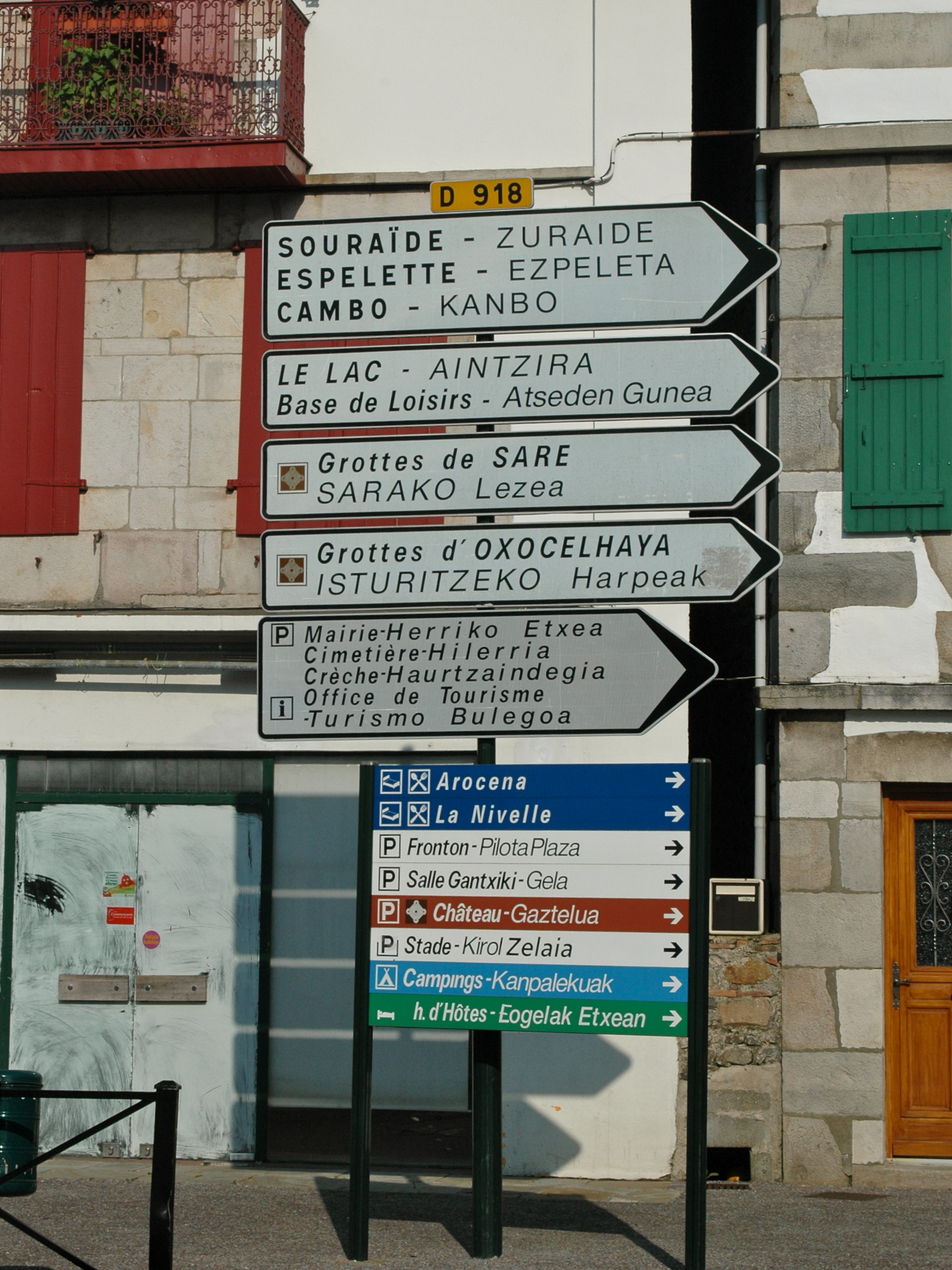
Signalisation bilingue.

La commune située à vingt kilomètres de Bayonne est desservie parl'ancienne route nationale 618 (actuelle RD 918, dite route des Pyrénées) ainsi que par les routes départementales RD 3, RD 4, RD 255, RD 305, RD 307, RD 855, RD 856.
La commune est desservie par la ligne 47 et 49 du réseau de bus Txik Txak qui permet de rejoindre Saint-Jean-de-Luz ou Cambo-les-Bains.

### Risques naturels et technologiques
Le territoire de la commune de Saint-Pée-sur-Nivelle est vulnérable à différents aléas naturels : météorologiques (tempête, orage, neige, grand froid, canicule ou sécheresse), inondations, feux de forêts, mouvements de terrains et séisme (sismicité modérée). Il est également exposé à deux risques technologiques, le transport de matières dangereuses et la rupture d'un barrage. Un site publié par le BRGM permet d'évaluer simplement et rapidement les risques d'un bien localisé soit par son adresse soit par le numéro de sa parcelle.

#### Risques naturels
Certaines parties du territoire communal sont susceptibles d’être affectées par le risque d’inondation par une crue torrentielle ou à montée rapide de cours d'eau, notamment l'Halzabaltzako erreka, le fleuve Uhabia, l'Alhorgako erreka, la Nivelle et le Lizuniagako erreka. La commune a été reconnue en état de catastrophe naturelle au titre des dommages causés par les inondations et coulées de boue survenues en 1982, 1983, 1992, 2007, 2009, 2013, 2017 et 2021,.
Saint-Pée-sur-Nivelle est exposée au risque de feu de forêt. En 2020, le premier plan de protection des forêts contre les incendies (PDPFCI) a été adopté pour la période 2020-2030. La réglementation des usages du feu à l’air libre et les obligations légales de débroussaillement dans le département des Pyrénées-Atlantiques font l'objet d'une consultation de public ouverte du 16 septembre au 7 octobre 2022,.
Les mouvements de terrains susceptibles de se produire sur la commune sont des affaissements et effondrements liés aux cavités souterraines (hors mines). Afin de mieux appréhender le risque d’affaissement de terrain, un inventaire national permet de localiser les éventuelles cavités souterraines sur la commune.

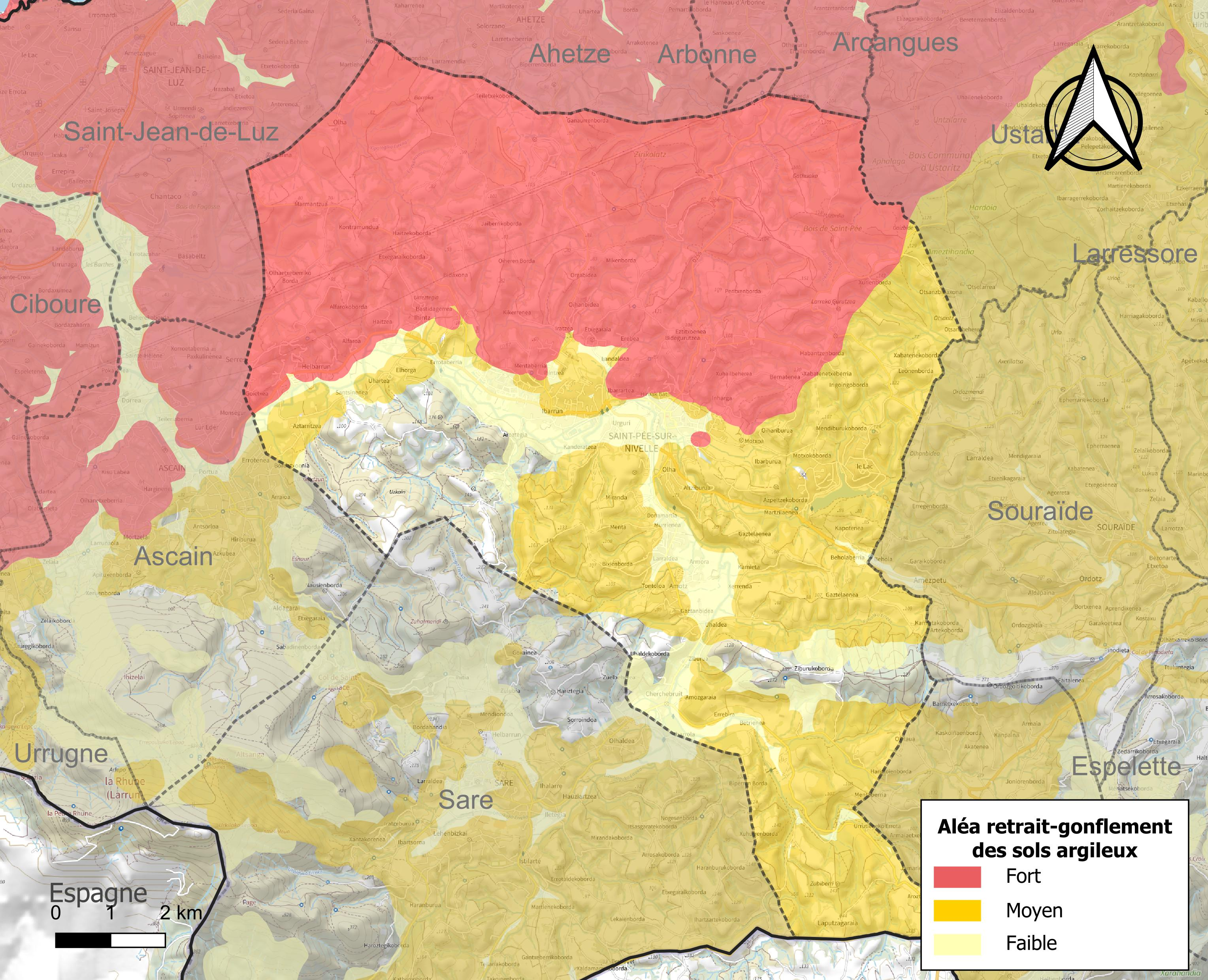
Carte des zones d'aléa retrait-gonflement des sols argileux de Saint-Pée-sur-Nivelle.

Le retrait-gonflement des sols argileux est susceptible d'engendrer des dommages importants aux bâtiments en cas d’alternance de périodes de sécheresse et de pluie. 81,3 % de la superficie communale est en aléa moyen ou fort (59 % au niveau départemental et 48,5 % au niveau national). Depuis le 1er octobre 2020, en application de la loi ELAN, différentes contraintes s'imposent aux vendeurs, maîtres d'ouvrages ou constructeurs de biens situés dans une zone classée en aléa moyen ou fort,.

#### Risque technologique
La commune est en outre située en aval de barrages de classe A. À ce titre elle est susceptible d’être touchée par l’onde de submersion consécutive à la rupture de cet ouvrage.

## Toponymie
Le toponyme Saint-Pée-sur-Nivelle apparaît sous les formes Sanctus Petrus d'Ivarren (1233, cartulaire de Bayonne), Sanctis Petris divarren (1249), S-Pé (1650, carte du Gouvernement Général de Guienne et Guascogne et Pays circonvoisins), Sainct-Pee de Labour (1690, cartulaire de Cantelli), Saint-Pee-d'Ibarren (1736, registre des baux du chapitre de Bayonne) et Beaugard (1793).
Saint-Pée-sur-Nivelle s'appelait autrefois Saint-Pée-d'Ibarren, « à l'intérieur de la vallée », qualificatif conservé uniquement par le quartien Ibarron de nos jours.
Avec le décret du 25 vendémiaire an II (16 octobre 1793), Saint-Pée prend le nom de Beaugard. La commune reprend sa dénomination usuelle sous le Consulat en 1801

### Autres toponymes
Le toponyme Amotz est mentionné en 1506 (aveux de Languedoc).
Le toponyme Ibarron apparaît sous les formes Ibarre en Labort et Ybarre (1450 pour les deux formes, titres de Navarre).
Le toponyme Ihintz apparaît sous la forme Ihins (1863, dictionnaire topographique Béarn-Pays basque).
Le toponyme Ola apparaît sous la forme Olha (1863, dictionnaire topographique Béarn-Pays basque).
Le toponyme Urguri apparaît sous la forme Urgoury (1863, dictionnaire topographique Béarn-Pays basque).

### Graphie basque
Son nom basque est Senpere.

## Histoire
Saint-Pée n'a longtemps été qu'un centre religieux et marchand, lieu de réunion réduit à sa plus simple expression et placé sous le patronage de saint Pierre, au milieu d'une multitude de petits hameaux montagnards le dominant en altitude.

### Temps modernes
Dans l'année 1609, le château est investi par Pierre de Rosteguy de Lancre missionné par le Parlement de Bordeaux afin de « purger le pays de tous les sorciers et sorcières sous l'emprise des démons ».[réf. nécessaire]

### Révolution française et Empire
En 1790, Saint-Pée-sur-Nivelle devint le chef-lieu d'un canton comprenant les communes d'Ahetze et de Saint-Pée-sur-Nivelle et dépendant du district d'Ustaritz. C'est l'une des communes basque les plus actives sous la Révolution française. Salvat Marithurry est l'un des premiers curés de France à prêter serment à la Constitution civile du clergé.
Lors des combats de 1793 autour de la Rhune entre la jeune République française et le royaume d'Espagne, le château est ravagé et brûlé par un détachement de l'armée espagnole passé par le col d'Ibardin.

### Époque contemporaine

Saint-Pée au tout début du XXe siècle
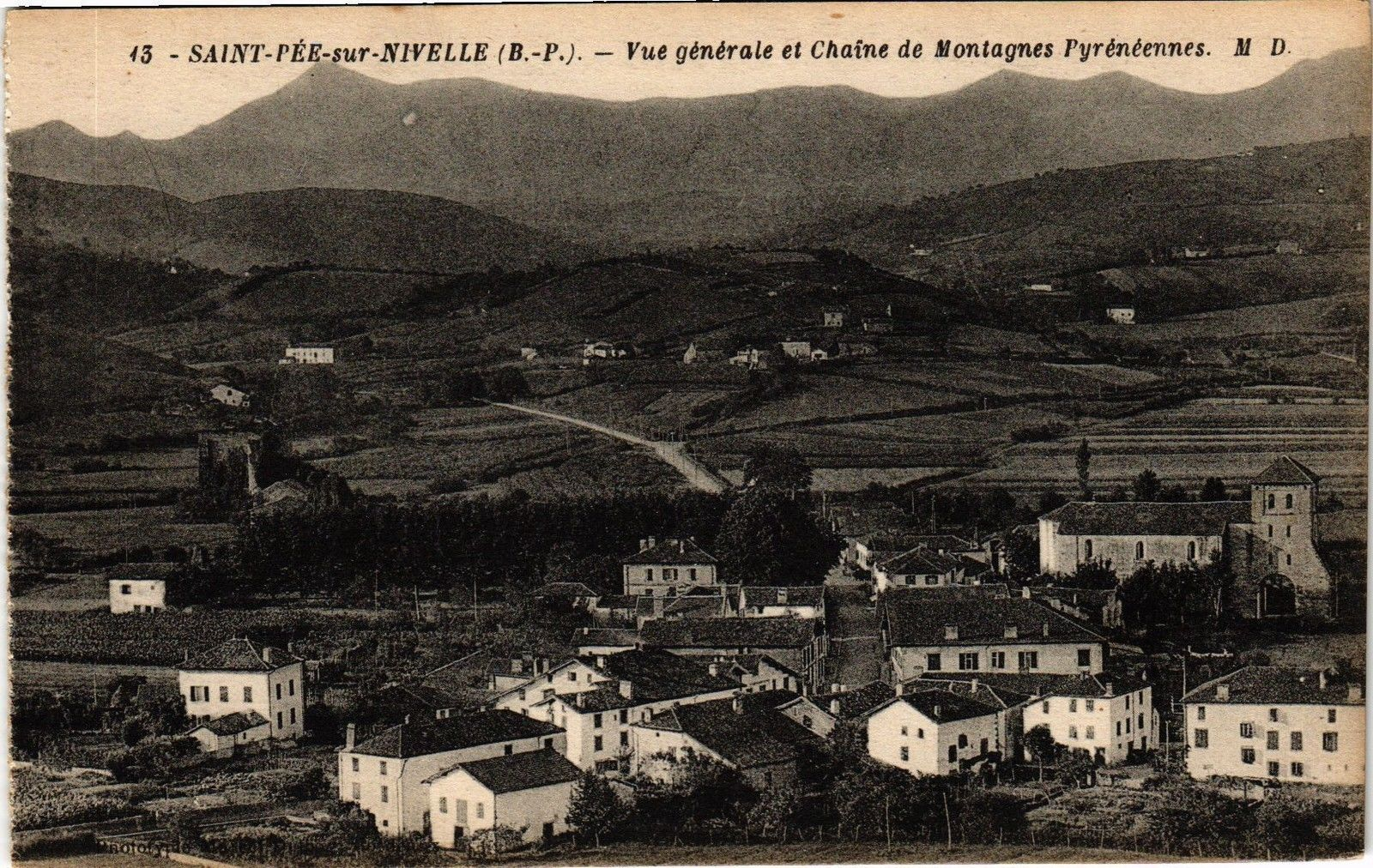
Vue générale et chaine de mont-agnes p^ynéréennes.
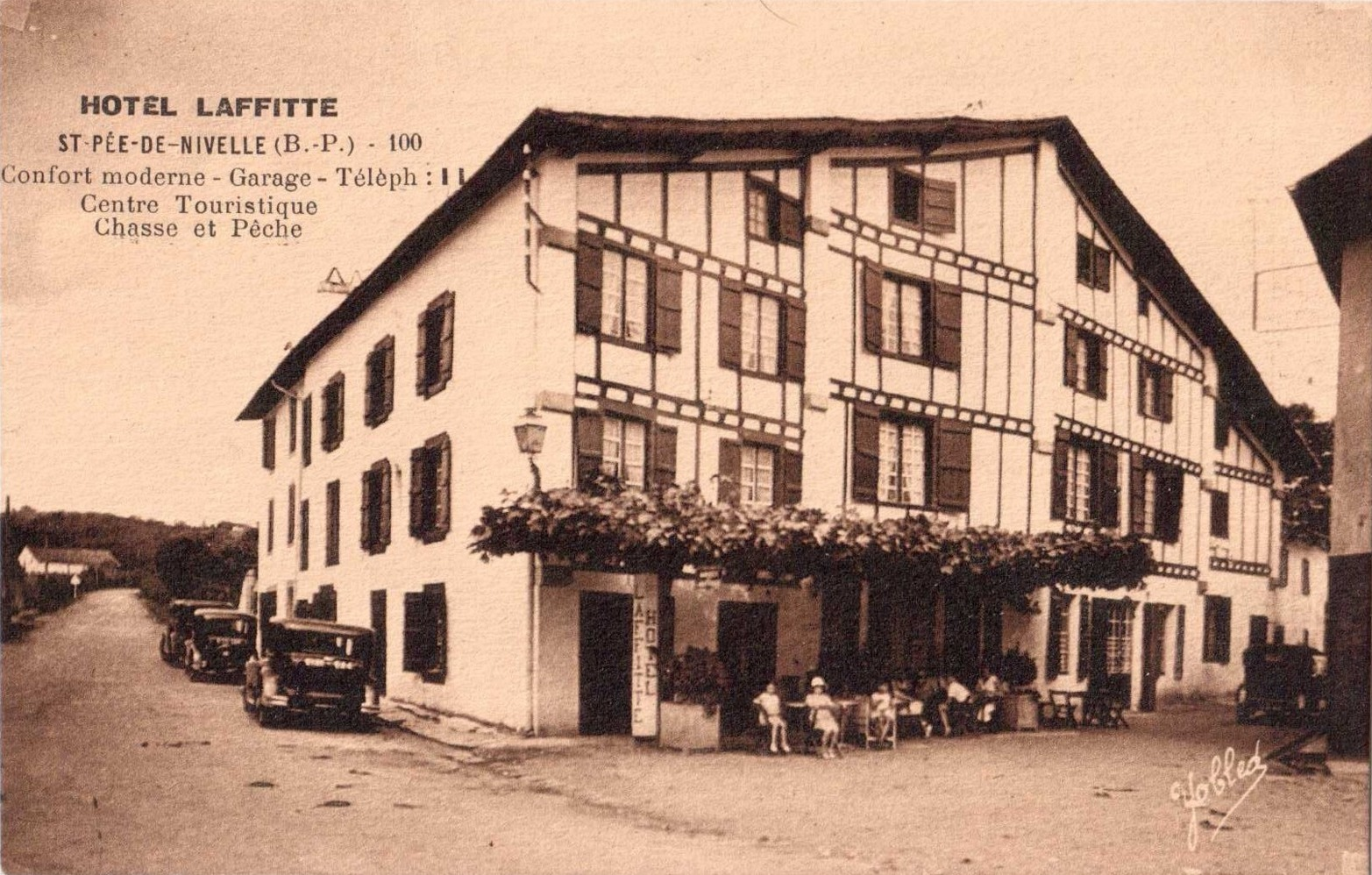
L'hôtel Lafitte.

## Politique et administration

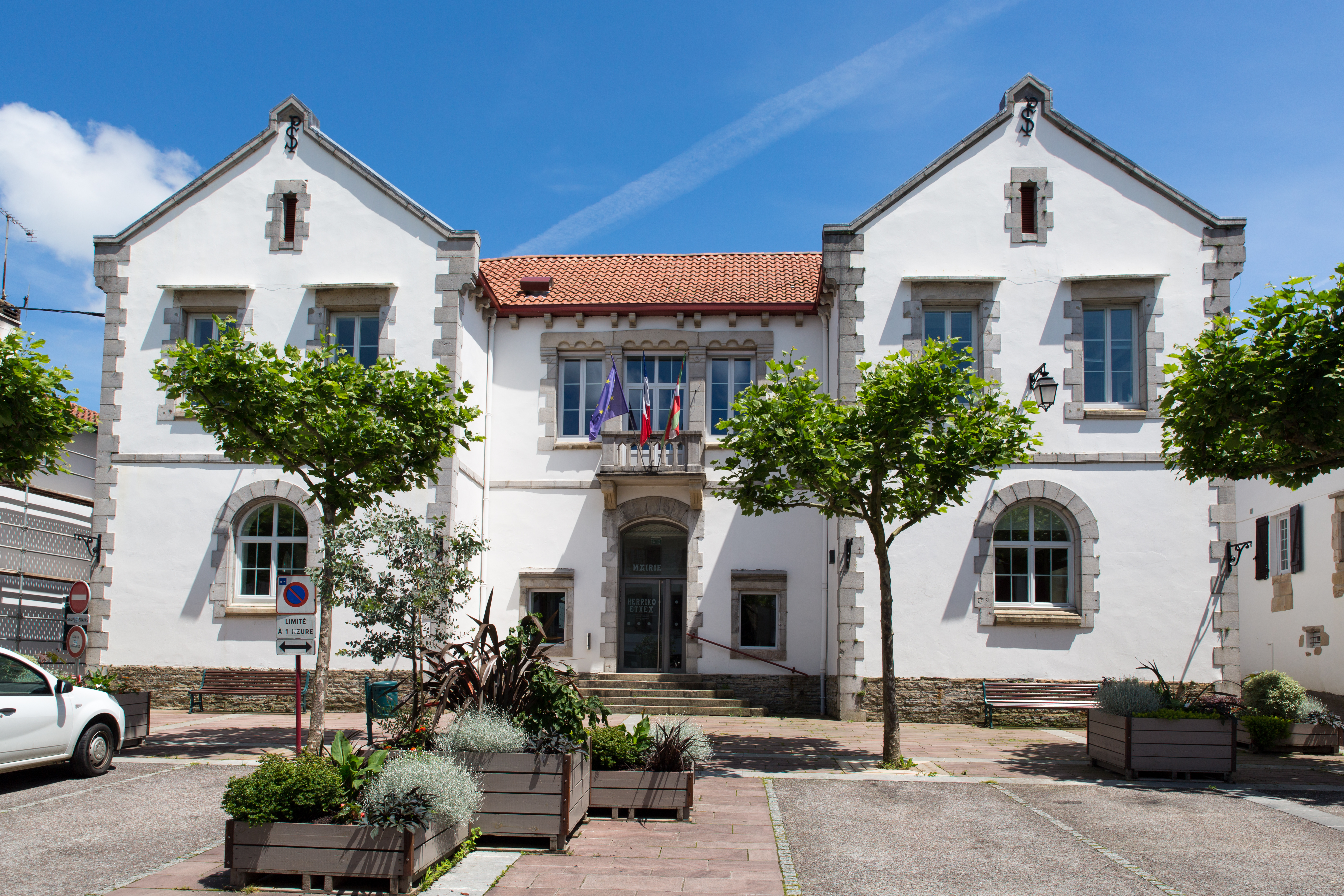
La mairie.

### Rattachements administratifs et électoraux

#### Rattachements administratifs
La commune se trouve dans l'arrondissement de Bayonne du département des Pyrénées-Atlantiques.
Après avoir été de 1783 à 1801 le chef-lieu d'un éphémère canton de Saint-Péee, elle faisait partie depuis lors du canton d'Ustaritz. Dans le cadre du redécoupage cantonal de 2014 en France, cette circonscription administrative territoriale a disparu, et le canton n'est plus qu'une circonscription électorale.

#### Rattachements électoraux
Pour les élections départementales, la commune fait partie depuis 2014 du canton d'Ustaritz-Vallées de Nive et Nivelle.
Pour l'élection des députés, elle fait partie de la sixième circonscription des Pyrénées-Atlantiques.

### Intercommunalité
Saint-Pée-sur-Nivelle était membre de lacommunauté de communes sud pays basque (CCSPB,, un établissement public de coopération intercommunale (EPCI) à fiscalité propre créé en 2005 et auquel la commune avait transféré un certain nombre de ses compétences, dans les conditions déterminées par le code général des collectivités territoriales. Cette intercommunalité se transforme en communauté d'agglomération fin 2012 et prend alors le nom d'Agglomération Sud Pays Basque.
Dans le cadre des dispositions de la loi portant nouvelle organisation territoriale de la République du 7 août 2015, qui prévoit que les établissements publics de coopération intercommunale (EPCI) à fiscalité propre doivent avoir un minimum de 15 000 habitants, cette intercommunalité a fusionné avec ss voisines pour former, le 1er janvier 2017, la communauté d'agglomération du Pays Basque, dont est désormais membre la commune.
La commune adhère également à l'Eurocité basque Bayonne - San Sebastian, un territoire franco-espagnol qui s'étend le long de cinquante kilomètres de côtes du golfe de Gascogne, de part et d'autre de la Bidassoa et qui fait partie d'Euskal Herria, le Pays basque.

### Tendances politiques et résultats
Lors du second tour des élections municipales de 2014 dans les Pyrénées-Atlantiques, la liste DVD menée par Pierre-Marie Nousbaum obtient la majorité des suffrages exprimés, avec 1 542 voix (45,27 %, 22 conseillers municipaux élus dont 3 communautaires), devançant de 87 voix celle DVG menée par Dominique Idiart, qui a recueilli 1 455 voix (42,71 %, 6 conseillers municipaux élus dont 1 communautaire).
La troisième liste, Abertzale, a obtenu 409 voix (12,00 %, 1 conseiller municipal élu), lors d'un scrutin où 23,13 % des électeurs se sont abstenus.
Lors du second tour des élections municipales de 2020 dans les Pyrénées-Atlantiques, la liste SE menée par Dominique Idiart qui bénéficiait de la fusion de la liste REG-DVD menée par Jean-François Béderède du 1er tour obtient la majorité absolue des suffrages exprimés, avec 1 674 voix (51,30 %, 22 conseillers municipaux élus dont 2 communautaires), devançant de 85 voix celle DVD menée par le maire sortant Pierre-Marie Nousbaum, qui a obtenu 1 589 voix (48,69 %, 7 conseillers municipaux dont 1 communautaire).
Lors de ce scrutin marqué par loa pandémie de Covid-19 en France, 34,48 % des électeurs se sont abstenus.
Lors du second tour des élections municipales partielles de février 2023 qui se sont tenues à la suite de la démission d'une partie du conseil municipal, la liste DVD menée par Bernard Elhorga obtient la majorité des suffrages exprimés, avec 1 333 voix (38,61 %, 21 conseillers municipaux élus dont 2 communautaires), devançant de 100 voix celle REG - DVG menée par Christophe Jaureguy, qui a recueilli 1 233 voix (35,72 %, 5 conseillers municipaux élus dont 1 communautaire).
 La troisième liste, celle SE menée par le maire sortant Dominique Idiart, a obtenu 886 voix (25,67 %, 3 conseillers municipaux élus)

### Administration municipale
Le nombre d'habitants au dernier recensement étant compris entre 5 000 et 9 999, le nombre de membres du conseil municipal est de vingt-neuf, y compris le maire et ses adjoints.

### Liste des maires
| Période                                  | Période      | Identité              | Étiquette             | Qualité                                                                                     |
| ---------------------------------------- | ------------ | --------------------- | --------------------- | ------------------------------------------------------------------------------------------- |
| Les données manquantes sont à compléter. |              |                       |                       |                                                                                             |
|                                          |              |                       |                       |                                                                                             |
| vers 1830                                |              | Jean Goyeneche        |                       |                                                                                             |
| vers 1837                                |              | Michel Haroçarené     |                       |                                                                                             |
| vers 1851                                |              | Fabien Désiré Duronéa |                       |                                                                                             |
|                                          |              |                       |                       |                                                                                             |
| 1919                                     | 1935         | Dominique Dufau       |                       | Notaire, conseiller d'arrondissement Croix de guerre 1914-1918                              |
| Les données manquantes sont à compléter. |              |                       |                       |                                                                                             |
| mai 1953                                 | mars 1977    | Charles Cami          | DVD puis UDR          | Conseiller général d'Ustaritz (1964 → 1970) Suppléant du député Bernard Marie (1967 → 1978) |
| mars 1977                                | juin 1995    | Germain Esponda       | DVD                   | Maire honoraire                                                                             |
| juin 1995                                | 2001         | Pierre Hirigoyen      |                       |                                                                                             |
| mars 2001                                | 2014         | Christine Bessonart   | SE DVG UDF puis MoDem |                                                                                             |
| mars 2014                                | juillet 2020 | Pierre-Marie Nousbaum | UMP-LR                | Cadre du secteur privé                                                                      |
| juillet 2020                             | mars 2023    | Dominique Idiart      | SE-DVG                | Employé de commerce Mandat écourté par la démission d'une partie du conseil municipal       |
| mars 2023                                | En cours     | Bernard Elhorga       | DVD                   | Retraité de La Poste                                                                        |

### Jumelages
Altsasu (Espagne) depuis 1993.

## Équipements et services publics

### Enseignement
En 2024, la commune dispose de trois écoles primaires, deux publiques (école du Bourg et école d'Amotz) et l'autre privée (école Saint-Joseph), de deux collèges, le collège Arretxea et le collège Kattalin-Elizalde (de Seaska : immersif en basque) et d'un lycée agricole privé (lycée Saint-Christophe). De plus, l'ikastola Zaldubi offre aux enfants un enseignement en langue basque depuis 1971.

### Équipements culturels
La ville dispose d’un espace culturel, appelé Larreko, qui permet d'accueillir 326 personnes assises et 896 debout.

## Population et société
Le gentilé est Senpertar,.

### Démographie
L'évolution du nombre d'habitants est connue à travers les recensements de la population effectués dans la commune depuis 1793. Pour les communes de moins de 10 000 habitants, une enquête de recensement portant sur toute la population est réalisée tous les cinq ans, les populations de référence des années intermédiaires étant quant à elles estimées par interpolation ou extrapolation. Pour la commune, le premier recensement exhaustif entrant dans le cadre du nouveau dispositif a été réalisé en 2006.

En 2022, la commune comptait 7 238 habitants, en évolution de +7,69 % par rapport à 2016 (Pyrénées-Atlantiques : +3,78 %, France hors Mayotte : +2,11 %).
| 1793  | 1800  | 1806  | 1821  | 1831  | 1836  | 1841  | 1846  | 1851  |
| ----- | ----- | ----- | ----- | ----- | ----- | ----- | ----- | ----- |
| 2 096 | 1 980 | 2 015 | 2 209 | 2 518 | 2 576 | 2 751 | 2 804 | 2 721 |

| 1856  | 1861  | 1866  | 1872  | 1876  | 1881  | 1886  | 1891  | 1896  |
| ----- | ----- | ----- | ----- | ----- | ----- | ----- | ----- | ----- |
| 2 701 | 2 708 | 2 612 | 2 576 | 2 532 | 2 492 | 2 508 | 2 432 | 2 375 |

| 1901  | 1906  | 1911  | 1921  | 1926  | 1931  | 1936  | 1946  | 1954  |
| ----- | ----- | ----- | ----- | ----- | ----- | ----- | ----- | ----- |
| 2 396 | 2 395 | 2 397 | 2 422 | 2 433 | 2 378 | 2 358 | 2 195 | 2 054 |

| 1962  | 1968  | 1975  | 1982  | 1990  | 1999  | 2006  | 2011  | 2016  |
| ----- | ----- | ----- | ----- | ----- | ----- | ----- | ----- | ----- |
| 2 239 | 2 422 | 2 567 | 3 056 | 3 463 | 4 331 | 5 106 | 5 865 | 6 721 |

| 2021  | 2022  | - | - | - | - | - | - | - |
| ----- | ----- | - | - | - | - | - | - | - |
| 7 170 | 7 238 | - | - | - | - | - | - | - |

### Manifestations culturelles et festivités
Chaque fin de juin, la ville de Saint-Pée s’anime pour ses fêtes communales, Senpereko Bestak en basque. Cinq jours de fêtes animent le village. la tenue des fêtes est le vert et noir (ou blanc). On y trouve de la force basque, de la pelote basque, des danses basques (mutxikos), la fanfare Emak-Hor, le jeu du canard (ahate jokoa), des concerts, le comice agricole, la fête foraine et de nombreuses animations. Le tout sur fond de gastronomie.
Chaque deuxième dimanche de mai, le lac de Saint-Pée s'anime pour Herri Urrats.

### Vie associative
- Association Culture Patrimoine Sempere[80].

### Sports et loisirs
Le Saint-Pée Union Club est une association regroupant plusieurs sport dont le rugby à XV, le handball, la pelote basque, la canoé, lasterka, et le foot.

#### Rugby à XV
Le club de rugby à XV amateur qui après avoir évolué en série régionale puis en Honneur, évolue en 2017-2018 en Fédérale 3.
Le SPUC a été sacré plusieurs fois champion de France :
- en 2014 en championnat Promotion Honneur (contre Gabardan Athlétique Sport à Tartas) ;
- en 1992 en championnat 1re série (contre l'Union Sportive de Nissan à Mazères-sur-Salat) ;
- en 1984 en championnat 1re série (contre l'Union Sportive de Boujan) ;

## Économie
Le marché de Saint-Pée-sur-Nivelle prit de l'importance au XIXe siècle, au point de détrôner celui de Sare.
La commune fait partie de la zone AOC de production du piment d'Espelette et de celle de l'ossau-iraty. Elle dispose aussi d'une Zone Artisanale nommée Lizardia.
C'est sur le territoire de Saint-Pée-sur-Nivelle qu'a été prise, en 1983, la photo de moutons traçant le logo Woolmark.

## Culture locale et patrimoine

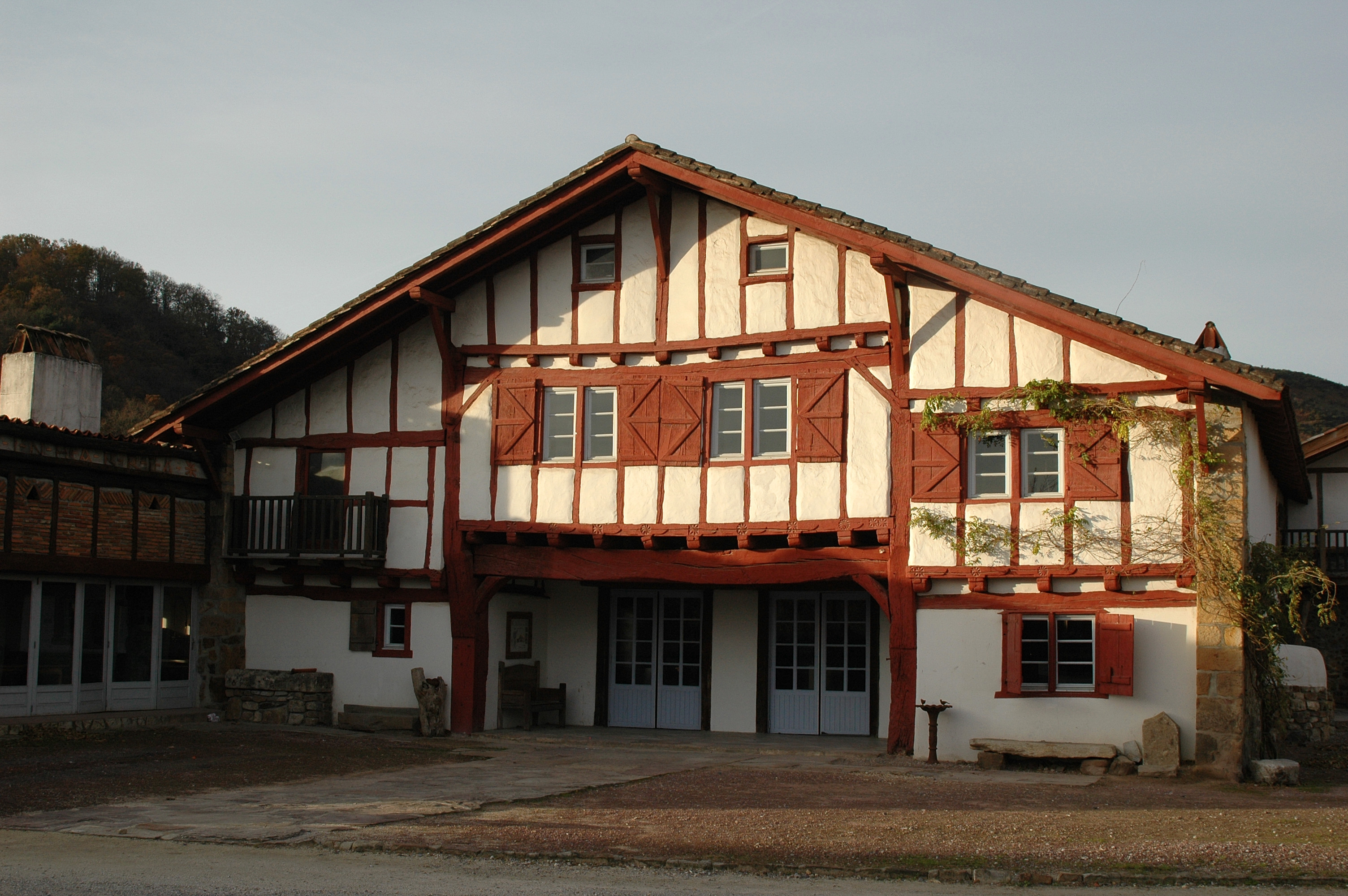
Ferme typique labourdine dans le quartier d'Ibarron datant du XVIIe siècle.

### Lieux et monuments
L'église Saint-Pierre recèle une importante dalle funéraire et surtout un retable de maître-autel du XVIIIe siècle inventorié par le ministère de la Culture.
La chapelle Sainte-Marie-Madeleine du quartier Amotz à Saint-Pée-sur-Nivelle date du XVIIIe siècle.

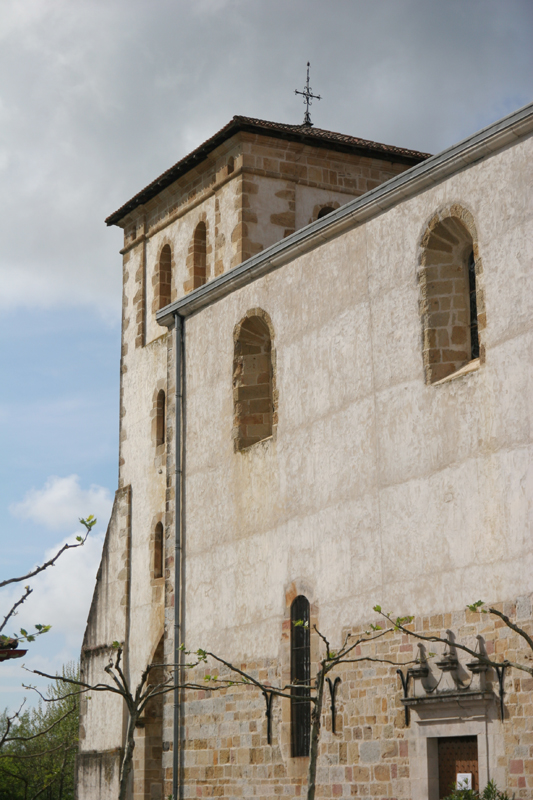
L'église.
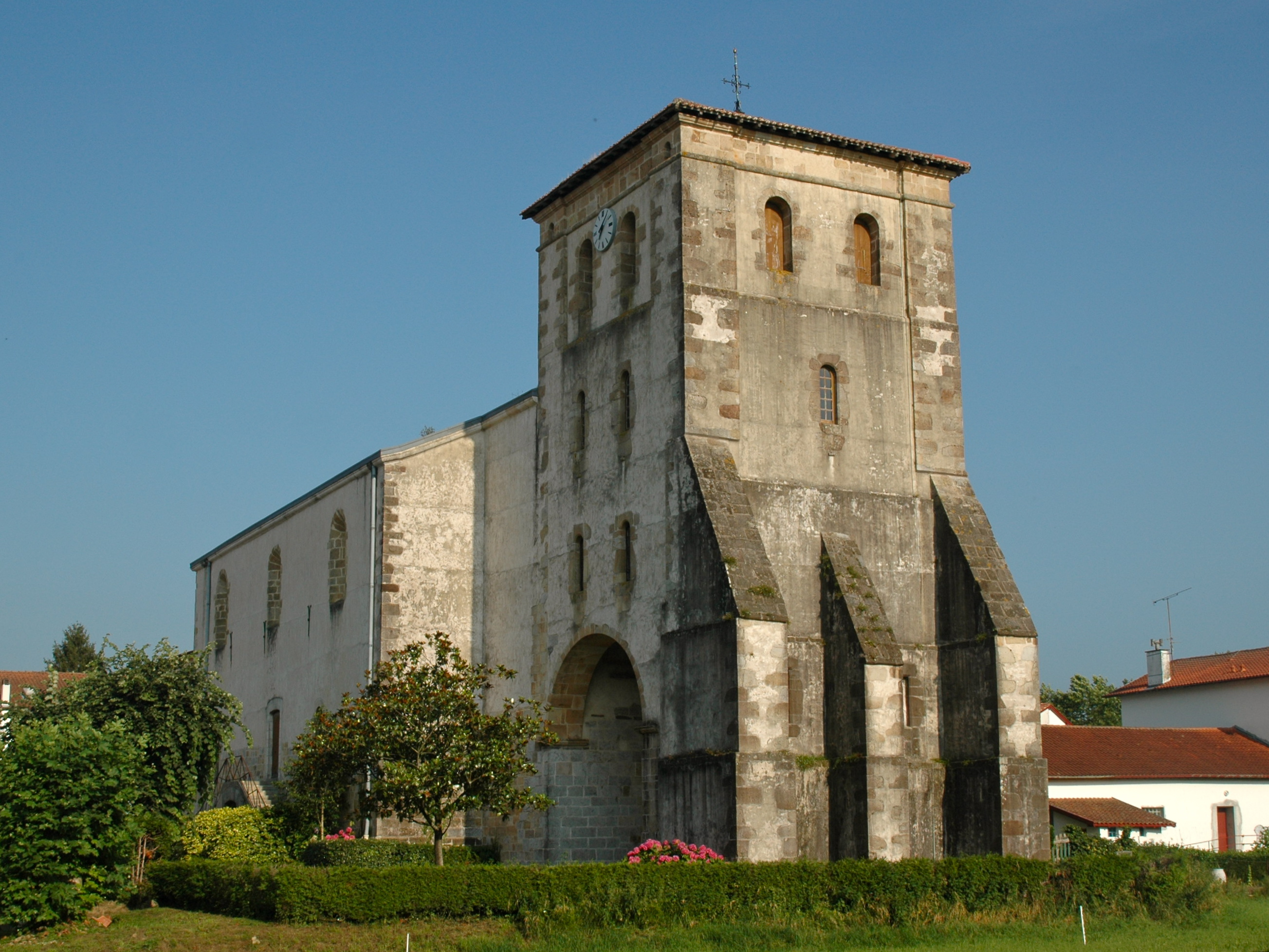
L'église.
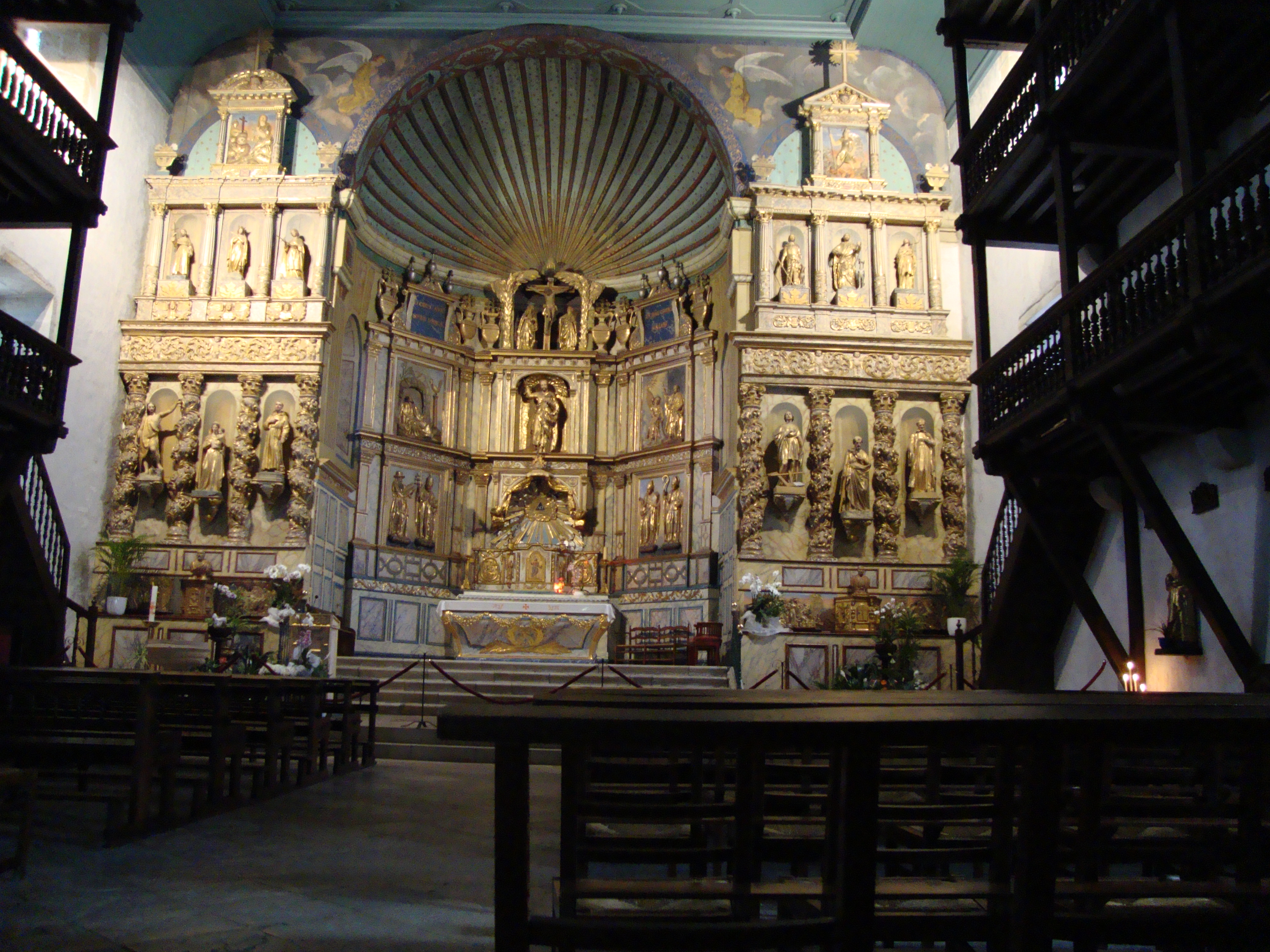
Retable de l'église.

Un gaztelu zahar se dresse au lieu-dit Larreondoa à une altitude de 85 mètres.
Il existe des traces d'un ancien château où réside au XVe siècle le seigneur bailli de la province. Son architecture s'est ouverte ensuite au style renaissance. Le Conseiller Pierre de Lancre y habite en 1609 pendant la chasse aux sorcières qu'il orchestre avec minutie. Le château est aujourd'hui en ruine et un mémorial en hommage a ces sorcières tués fut érige face au château.
Saint-Pée-sur-Nivelle compte plusieurs moulins à eau. Le moulin ouvert au public Plazako Errota, est construit près de l'église. Celui d'Ibarron, construit par les communautés locales, contestant aux maisons nobles leur droit de banalité. On lit d'ailleurs, au-dessus de la porte, l'inscription suivante :Hau da errota senpereco herriac eraguinaracia. 1652 (ceci est le moulin que le Pays de Saint-Pée a fait faire).

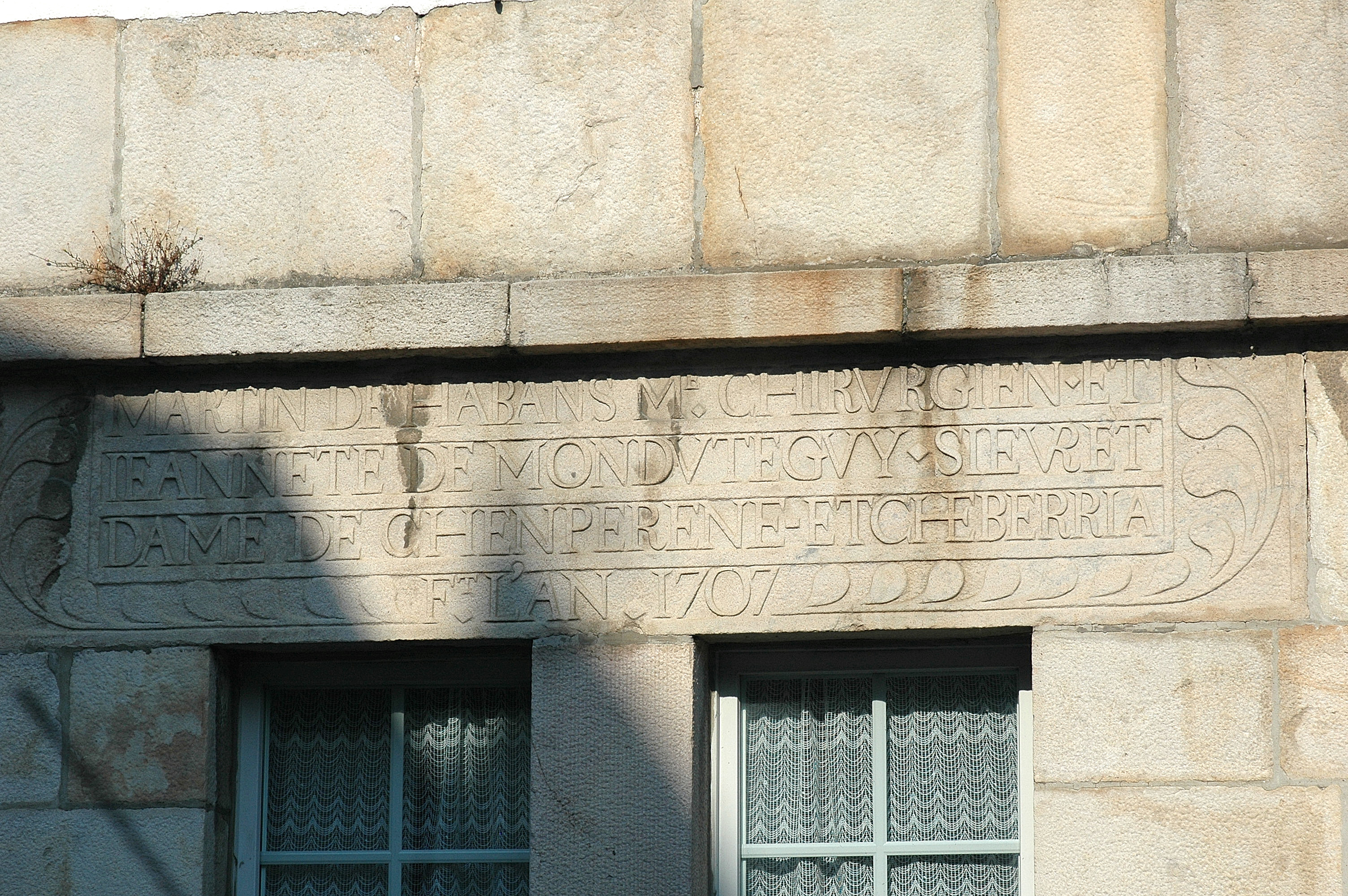
Linteau sculpté.
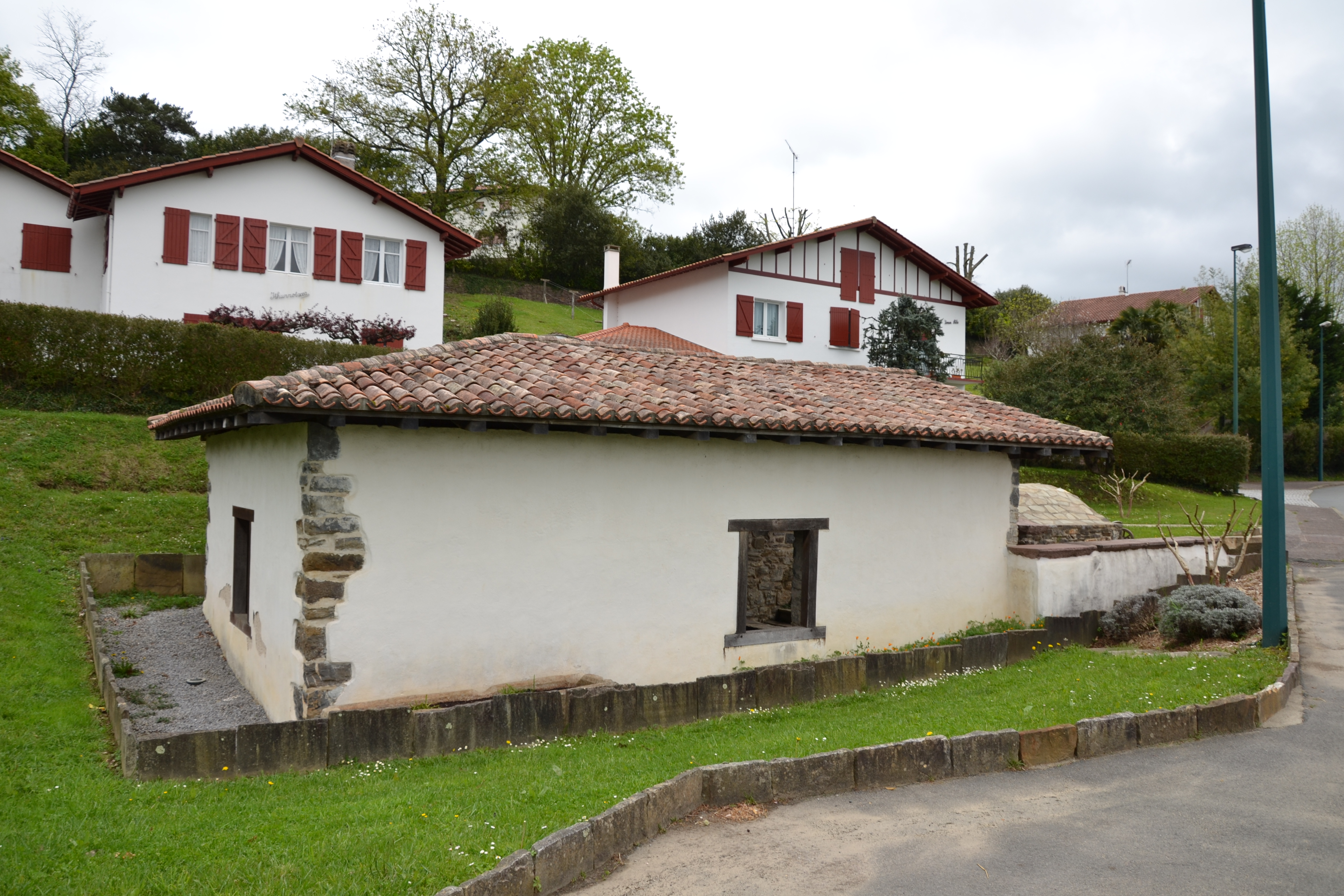
Lavoir de Saint-Pée-sur-Nivelle

### Langues
D'après la Carte des Sept Provinces Basques éditée en 1863 par le prince Louis-Lucien Bonaparte, le dialecte basque parlé à Saint-Pée est le labourdin. Phillippe Veyrin rapporte le sobriquet suivant s'appliquant anciennement aux Senpertars : Sempertarrak, belhaun buru handiak ('Gens de Saint-Pée, gros genoux').

### La Pelote basque

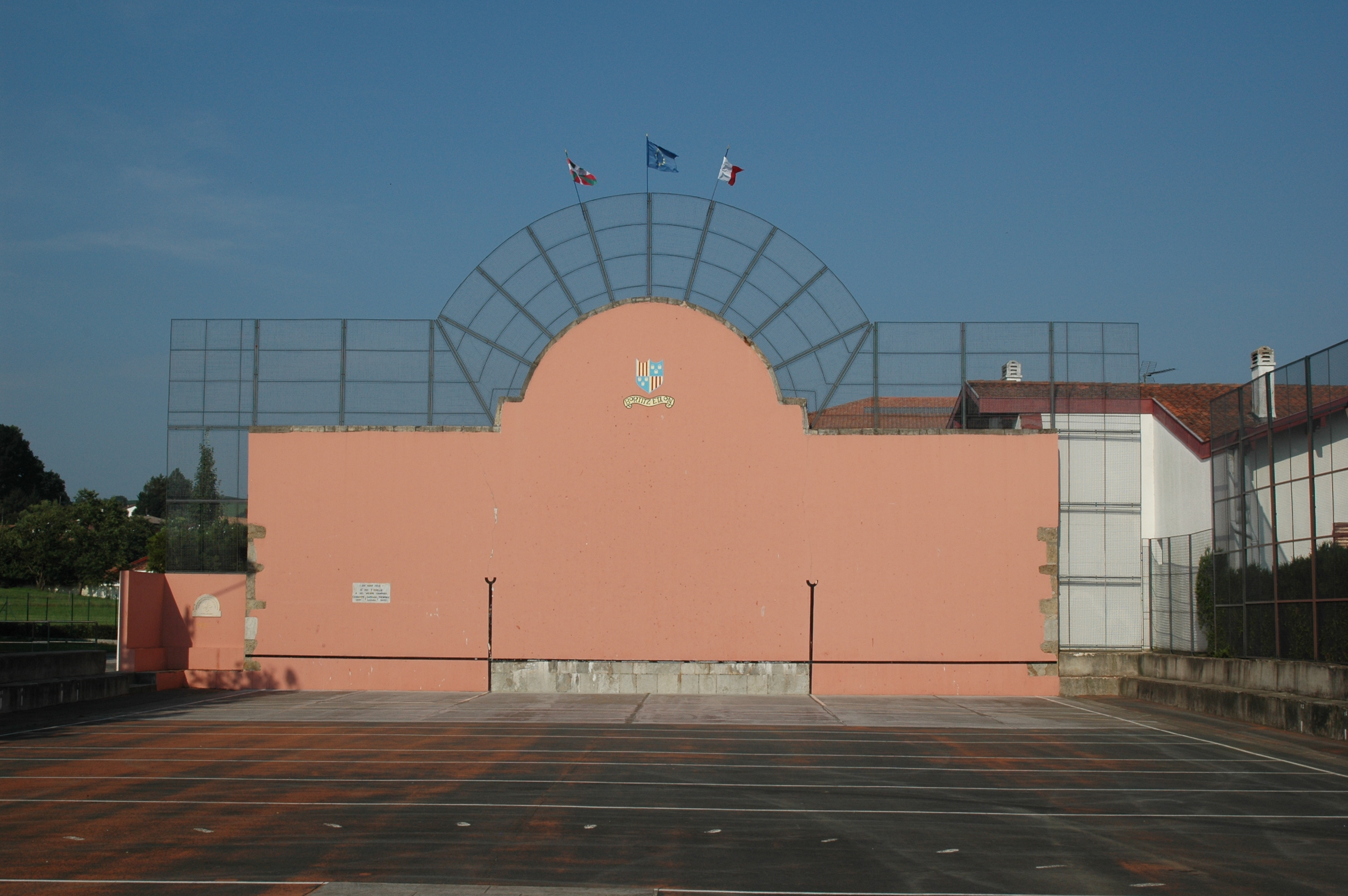
Le fronton place libre.

Saint-Pée possède trois frontons de pelote basque à Amotz, Ibarron et au centre. C'est le pays de naissance de la chistera moderne. Gaintchiki Harotchea, adolescent de Saint-Pée-sur-Nivelle, invente en 1857, une fixation au poignet de petits paniers ovales en lattes de châtaignier, qui donne naissance au panier chistera. Un trinquet, situé place Xan Iturria, utilisable en toute saison, est utilisé pour pratiquer pratique la main nue, le xare et la paleta.
Un écomusée de la pelote et du xistera Pilotari, situé à l'Office de tourisme, présente l'invention du Xistera.
La ville possède aussi un stade, face au Netto.

### Patrimoine culinaire
La gastronomie associée à un artisanat d'alimentation traditionnelle est riche :
- saucisses sèches au piment d'Espelette, par exemple du type lukaunka ;
- jambon labellisé de Bayonne ;
- plats de résistance : axoa de bœuf, tripoch d'agneau... ;
- différents gâteaux basques.

### Saint-Pée-sur-Nivelle dans les arts et la culture

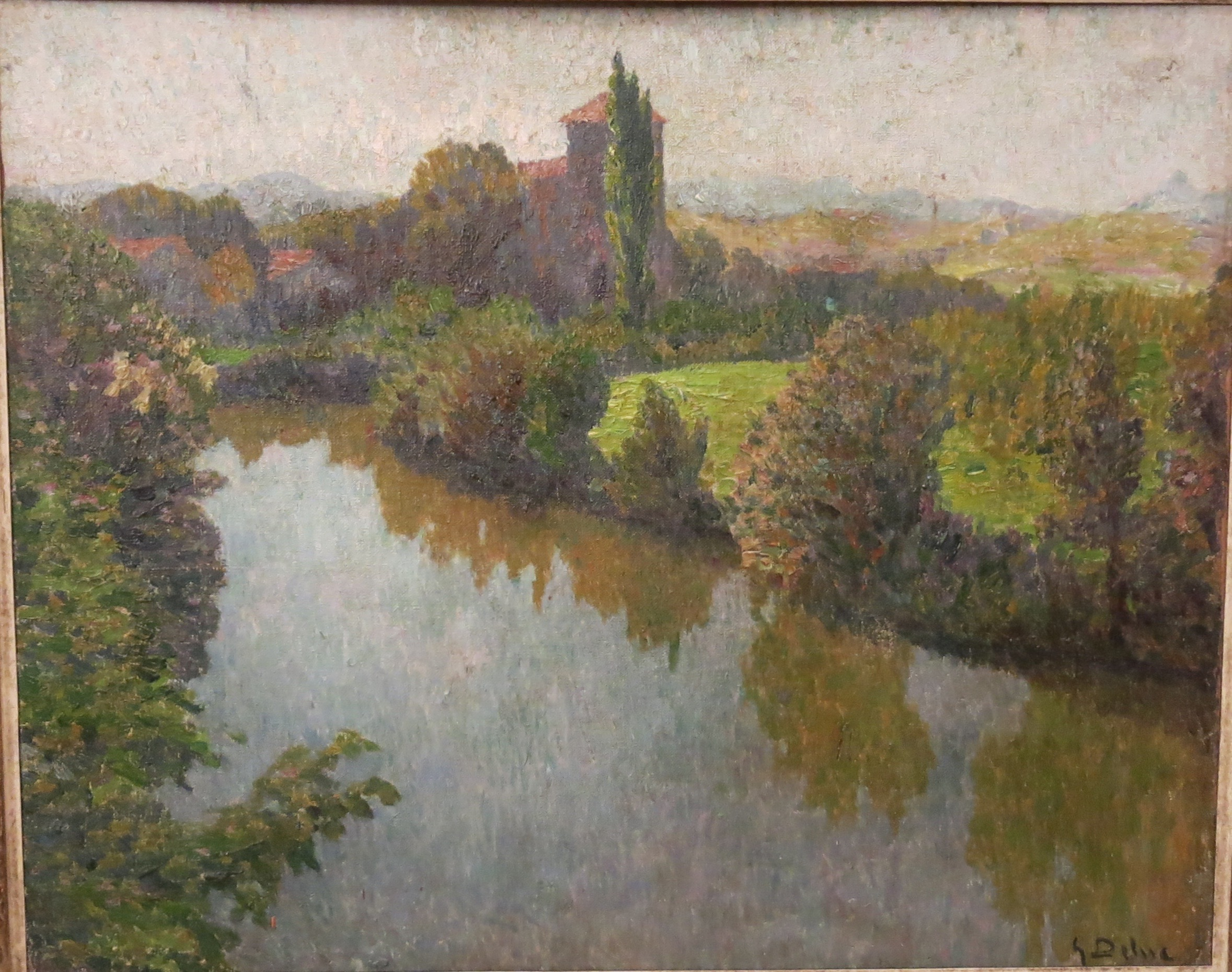
Gabriel Deluc : Saint-Pée-sur-Nivelle (1903, collection particuloière).

### Personnalités liées à la commune
- Pierre de Lancre (1553-1631), conseiller au parlement de Bordeaux, puis conseiller du roi, membre du Conseil d'État. Du château de Saint-Pée-sur-Nivelle, il instruit les procès en sorcellerie du Labourd et fait « arder et brancher » près de six cents prétendus sorciers. De Lancre envoie au bûcher, après les avoir torturés, des femmes, des enfants, mais aussi des prêtres.
- Jean Barbier (1875-1931), prêtre et écrivain français d'expression navarro-labourdine, y est mort ;
- Jean Larregain (1888-1942), missionnaire français des Missions étrangères de Paris, évêque d'Arycanda et vicaire apostolique du Yunnan, de 1939 à 1942, y est né.
- Annabella, de son vrai nom Suzanne Georgette Charpentier (1909-1996), une actrice française. Elle passe les dernières années de sa vie dans sa propriété de Saint-Pée-sur-Nivelle.
- Maxime Lucu (1993- ), joueur de rugby à XV professionnel formé au SPUC[86], le Saint-Pée Union Club.
- Charles Ollivon (1993- ), joueur de rugby à XV professionnel formé au SPUC[86] également, est né à Bayonne ou à Saint-Péé, selon les sources.

### Héraldique
| Blason de Saint-Pée-sur-Nivelle | Blason  | Écartelé aux 1 et 4 d'or à trois pals de gueules ; aux 2 et 3 d'azur à trois chaudrons d'or posées 2 et 1. Devise« bortitz eta on ». |
| Blason de Saint-Pée-sur-Nivelle | Détails | Le statut officiel du blason reste à déterminer.                                                                                     |

## Pour approfondir